# Balézino
Balézino (russe : Бале́зино) est une commune rurale et le centre administratif du raïon de Balézino de la République d'Oudmourtie en Russie.

## Présentation
Balézino était une commune urbaine avant de devenir une commune rurale en mars 2012.
La gare de Balézino est une gare importante du chemin de fer transsibérien, située à peu près à équidistance de Kirov et Perm, et est un point de jonction de la ligne ferroviaire 25 kV AC allant à Kirov et de la ligne 3 kV DC allant à Perm. 
Les trains longue distance s'arrêtent pendant au moins trente minutes à la gare de Balézino pour l'entretien, qui comprend le remplacement du moteur du courant alternatif au courant continu.

## Démographie
La population de Balézino a évolué comme suit:
| 1939  | 1959   | 1970   | 1979   | 1989   | 2002   |
| ----- | ------ | ------ | ------ | ------ | ------ |
| 4 545 | 11 808 | 14 507 | 16 374 | 18 492 | 16.804 |

| 2010   | 2021   | - | - | - | - |
| ------ | ------ | - | - | - | - |
| 16 121 | 14 459 | - | - | - | - |

## Galerie

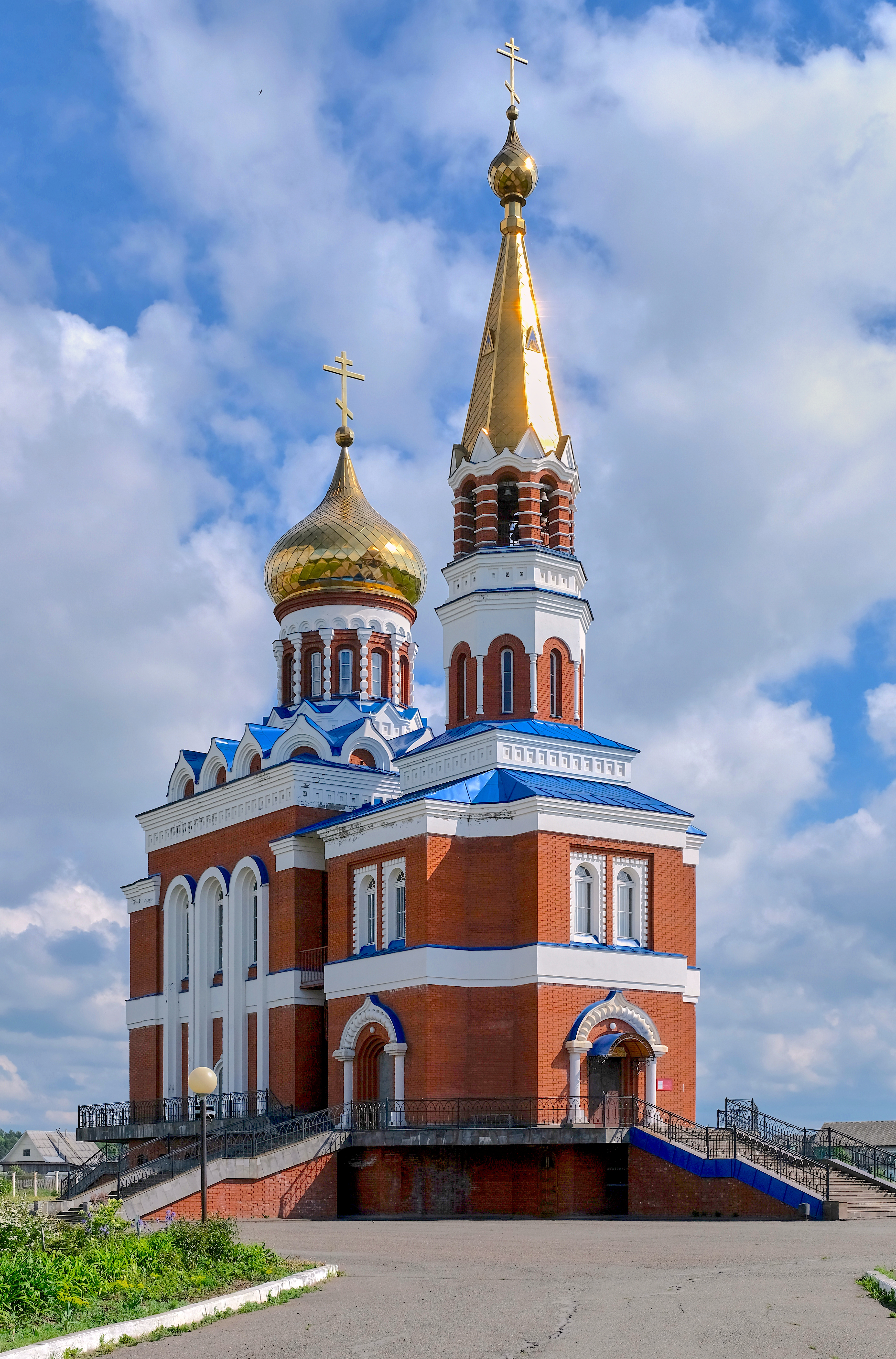
L'église de Balézino.
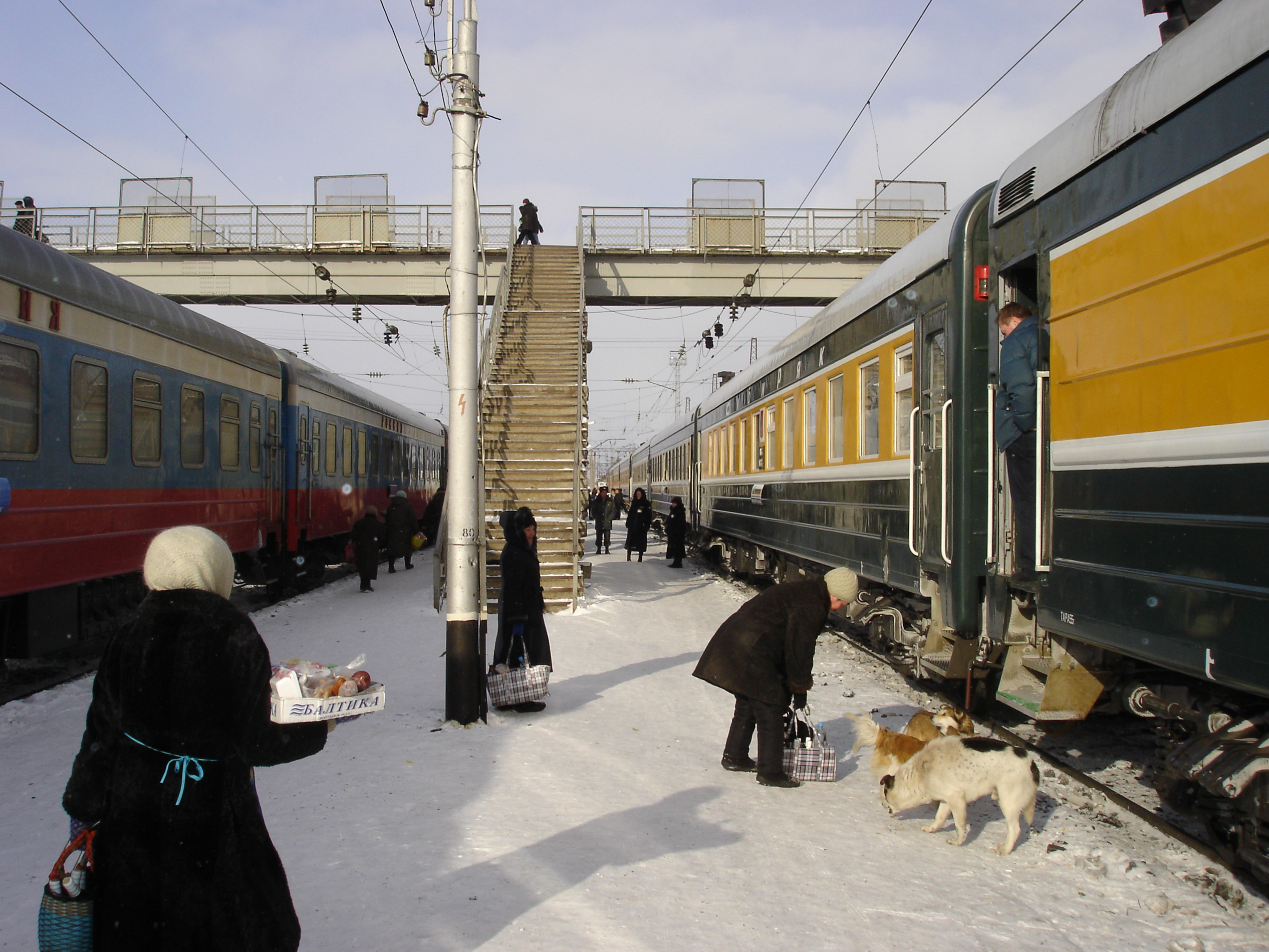
Train Rossija de Moscou à Vladivostok et train Sibirjak de Novossibirsk à Moscou en gare de Balézino.
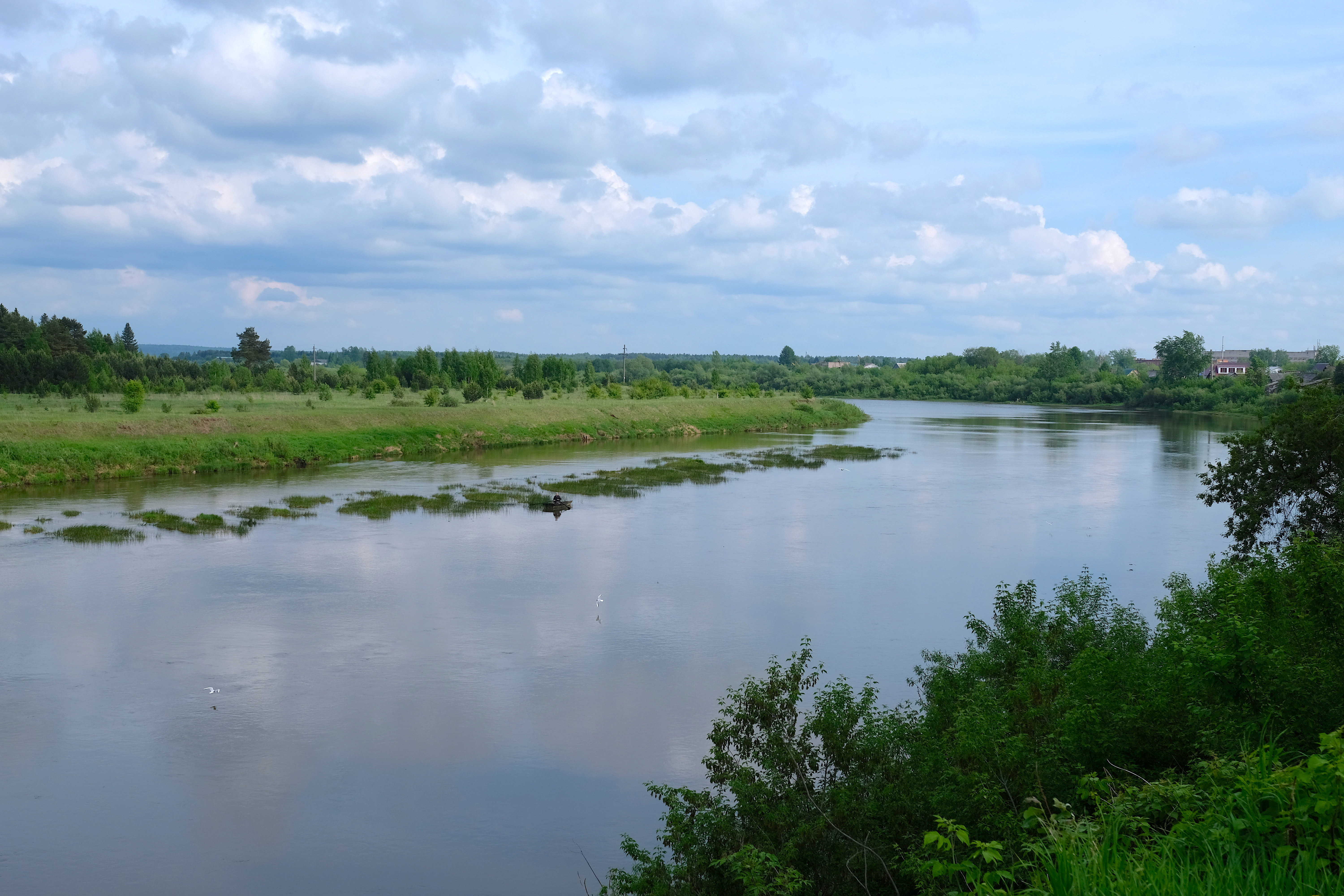
La rivière Tcheptsa.